# الكسندر جيبسون (رجل أعمال)
الكسندر جيبسون هو شخصية أعمال كندي، ولد في 1819 في Oak Bay, New Brunswick ‏ في كندا، وتوفي في 14 أغسطس 1913.